# Bwin
bwin, tidigare Betandwin.com (fram till 2006), är ett börsnoterat vadslagningsföretag online och erbjuder poker, kasino, games och sportspel online. Verksamheten startade i Wien 1999 och huvudkontoret ligger kvar i Wien och är noterat på börsen i Wien sedan 2000 (ID-kod “Bwin”, Reuters ID-kod “Bwin.VI”). Namnet byttes från Betandwin.com i och med köpet 2006 av det svenska bolaget Ongame, som i dag heter bwin Games AB och är ett utvecklingskontor beläget i Stockholm. 
bwin har över 13 miljoner registrerade kunder i fler än 25 huvudmarknader och arbetar under olika licenser (till exempel i Tyskland, Italien och Gibraltar). Bwin erbjuder också livestreaming av stora sportevent, som till exempel matcherna i tyska fotbollsligan Bundesliga, utvalda matcher i Italienska Serie A, Uefaceupen, ATP Tennis, Basket, Volleyboll och mer.
Bwin är officiell tröjsponsor till Real Madrid samt sponsrar även Bayern München, Moto GP och Fiba.